# 정종현 (프로게이머)
정종현(鄭鐘賢, 1991년 2월 12일 ~ )은 대한민국의 스타크래프트 II 프로게이머이다. MVP라는 아이디를 사용하며, 종족은 테란이다.

## 역사

### 스타크래프트: 브루드 워
초등학교 때 스타크래프트를 처음 접한 그는 아버지의 권유로 프로게이머가 된다.
2008년 상반기 드래프트에서 한빛 스타즈(현 웅진 스타즈)의 1차 지명으로 입단하였다.
데뷔 이후 뚜렷한 활약을 보이지 않았으나, 2010년에 들어서서 서바이버 토너먼트 예선과 스타리그 예선을 동시에 통과하는 등의 발전된 모습을 보여주었고, 스타리그에서는 김구현에게 1:2로 아쉽게 졌지만, 서바이버 토너먼트에서는 CJ 엔투스의 에이스 김정우와 STX 소울의 신예 테란 이신형(현 SK텔레콤 T1)을 꺾고 생애 첫 MSL 32강에 진출하였다.
하나대투증권 MSL 32강에서 육룡의 일원인 송병구와 도재욱을 압도적인 물량으로 완파하는 모습을 보여주며 16강에 진출하고, 16강에서는 당시 좋은 경기력을 보여주었던 전태양(현 KT 롤스터)을 2:0으로 완벽하게 제압하며, 2004년 나도현 이후 약 6년 만에 웅진 스타즈 소속의 테란이 개인리그 8강에 진출하고 차기 MSL 시드를 받는 파란을 보여 주었다.

#### 테란전 배틀크루저 운용
정종현은 하나대투증권 MSL 16강 1경기, 그리고 8강 1경기에서 테란의 고급유닛인 배틀크루저를 활용하여 경기양상을 변화시키는 전략을 사용했다. 16강 1경기에서 전태양을 상대로 멀티싸움과 지상군 병력에서 급격한 차이를 보이며 패배의 위기까지 갔으나, 배틀크루저를 모으면서 멀티를 사수하는 등 1시간이 넘는 장기전을 끝으로 하여 승리를 거두어 많은 팬들에게 깊은 인상을 주었다. 그리고 8강 이영호와의 경기에서도 12시 센터부터 7시 멀티까지 영역을 펼치며 압박하면서 자원과 유닛면에서 승기를 장악한 이영호를 상대로, 배틀크루저를 통한 방어와 소수의 지상군을 활용한 압박을 통해 역전승을 하여 장기전에서의 강력함을 보여주었다.

#### 별명
- 배틀마스터 = 배틀크루저를 잘 운용한다는 뜻에서 이 별명이 붙여졌다. 패배의 위기에 빠진 정종현에게 역전의 기회를 준 배틀크루저였기에 본인도 이 별명을 좋아한다고 한다.
- 웅진테란의 희망 = 웅진 팀의 테란 중 에이스이기 때문에 이 별명이 붙여졌다. 스타크래프트 은퇴 이후 거의 쓰이지 않는 별명이다.

## 스타크래프트 II 전향 이후
2010년 9월 스타크래프트 1에서 이렇다할 활약을 못한 정종현은 한동안 침체기에 빠졌으나, 아버지가 다시 스타크래프트 2로 새롭게 시작해 보는 것이 어떠냐고 제안했고, 결국 정종현은 새롭게 스타크래프트 2 전향을 위해 프로게이머 은퇴를 선언하고, IM 팀에 입단하였다. 전향 2주 후 정종현은 놀라운 성적으로 베틀넷에서의 래더 랭킹 1위를 차지하고, 마스터 리그가 생기기 전 한국 서버 최초 래더 3000점을 돌파하였다. 전향 3개월 후, GSL 결승에서 신예 테란 이정훈과의 대결에서 4:0으로 승리하고 우승컵을 거머쥐었다. 이후 월드 챔피언쉽, GSL AUG, GSL OCT 등에서 맹활약하며, 현 스타크래프트 2 프로게이머 중 가장 화려한 커리어와 압도적인 상금 액수를 자랑하고 있다. 우승 후 정종현은 이 상금으로 아버지께 집을 사드렸다고 한다. 정종현에게 아버지는 뗄래야 뗄 수없는 평생의 은인이기 때문이다.
2011년 12월 11일 부산 벡스코(BEXCO)에서 열린 WCG 2011에서 스타크래프트 II 종목 최초 우승자가 되었다. 2012년 5월 19일 2012 HOT6 GSL 시즌2 Code S 결승전에서 박현우를 4:3으로 꺾고 역대 개인리그 사상 최초로 한 리그에서 4회 우승을 차지하며 GSL 최초의 4회 우승자가 되었다. 2012년 12월 2번째로 Code S 10연속 진출에 성공하여 임재덕상을 받게 된다.
2014년 7월 IM과 결별, 무소속 신분이 되었다.
2014년 8월 WCS 유럽 챌린지 탈락 이후 더 이상의 공식전 기록은 없다.
2014년 11월 "채정원의 알긋냐" 19회에 임재덕과 동반 출연, 한국 복귀 및 향후 리그 출전 계획은 딱히 없다고 언급하였으며 2015년 2월 2015년 WCS 전 지역 예선에도 불참했다.

## 우승
정종현은 스타크래프트 II 프로게이머 중에서 가장 많은 우승 기록을 보유하고 있다. 무려 5번 우승을 했으며, 아쉽게 준우승도 2번을 했다. 그래도 정종현은 우승을 많이 한 선수로 많이 인식되며, 사람들로부터는 임요환의 별명과 합쳐 임종현이라는 별명을 받았다.

#### 스타크래프트 II 선수들과의 전적
- 장민철 = 공식전과 비공식전을 합쳐 두 선수의 전적은 4:4로 동점이며, 공식전에서는 정종현이 거의 압도적인 우세를 보여주며 승리하였다. 정종현과 장민철은 서로 치열한 경기를 많이 보여주면서 임재덕과의 대결 못지 않은 많은 인기를 누리고 있다.

- 박성준 = 정종현이 임요환의 뒤를 이어 테란의 황좌를 독점할 것 같던 그 시절, 코드A를 뚫고 돌아온 투신은 많은 사람들의 예상을 완벽히 뒤집어버리며 GSL 시즌 2 32강에서 정종현을 맞아 2번이나 승리하였다. 이후 박성준은 결승전에 올라 준우승을 하게 된다. 이후에 월드챔피언쉽 8강에서 만나 이번엔 정종현이 승리함으로써, 상대 전적은 6:4로 정종현이 앞서있다.

- 임요환 = GSL 공식전에서 맞붙은 적은 없으며, 미국 대회인 MLG 애너하임 대회에서 만났다. 기존의 대천황인 임요환과 새로운 대천황의 자리에 오르려는 정종현의 대결은 사람들의 기대를 상승시켰다. 정종현 본인은 롤 모델이 임요환이라고 말할 정도로 임요환을 가장 존경한다고 한다. 상대 전적은 2:0으로 정종현이 우위.

- 윤영서 = WCG 2011 16강 단판제에서 정종현이 승리하였으나, 이후의 2012 GSL 시즌2 16강 에서는 1:2로 패배, 2012 GSL 시즌3 32강에서는 0:2 로 패하여, 상대 전적은 2:4로 정종현이 열세에 있다.

- 임재덕 = 같은 팀이면서 최강의 저그이자 항상 라이벌 관계였던 임재덕이지만 후배인 정종현에게는 유독 약한 모습을 많이 보였다. GSL 시즌1에서는 첫 세트를 임재덕이 따냈음에도 운영에서 연거푸 3번 패배해 정종현이 역전하였고, 시즌 5에서는 밀고 당기는 싸움 후 벙커링 조이기로 허무하게 패배한 적이 있다. 이후 GSL OCT.에서는 밀고 당기는 접전 끝에 3:2로 정종현이 승리. 하지만, 2012 GSL 시즌 1 승자전에서 처음으로 다전제에서 패배한다. 그래도 상대 전적은 공식전으로는 9:5, 비공식전 포함16:7로 정종현의 상당한 우세를 보인다. 사람들은 정종현과 임재덕의 경기를 가장 좋아한다고 하며, 과거 임진록 못지않은 훌륭한 경기들을 많이 보여주고 있다.

- 이정훈 = 테란 대 테란에서 이정훈의 패배를 가장 많이 만든 사람이 정종현이다. 이정훈 역시 리그에서 승승장구했지만 유독 정종현에게 약한 모습을 보이며 결승에서 패배하는 일이 많았다. 상대 전적은 공식전으로는 9:2, 비공식전 포함 20:4로 정종현이 압도적으로 우세하다. 정종현이 잠시 부진하던 시기에도 이정훈을 상대로는 거의 다 승리하였다.

- 최지성 = 현존 스타크래프트 II의 최강의 테란 1, 2위를 달리는 두 선수의 대결은 시작하기 전부터 많은 화젯거리였다. 특히 코드A 결승전에서는 코드A 답지 않은 수준 높은 테테전으로 명경기를 만들어 냈다. 최지성 데뷔 당시,정종현은 최지성에게 상당히 취약한 모습을 보였으나 현재는 비등비등하거나 혹은 정종현이 압도하는 모습을 보여주고 있다.상대 전적은 4:6으로 정종현이 약간 열세에 놓여 있다.

- 문성원 = 이 둘의 첫 만남은 GSTL Mar. 결승전 9세트에서 맞붙었는데 많은 이들이 정종현의 승리를 예상하고 있을 때 문성원이 승리하였다. 이후 GSL Oct. 결승전에서 다시 만나 문성원의 완벽한 판짜기에 말려 1:4로 패배했다. 또한 2011 블리자드컵 4강전 2경기에서 예상을 빗나가는 3:0 완패를 당하면서 문성원은 정종현의 천적이 되었다. 상대 전적은 1:8로 정종현이 상당한 열세를 보였다. 하지만 2012년 GSL Season4 Code S 32강에서 만나 2경기와 최종전에서 모두 문성원을 제압하면서 5:9로 이전보다는 전적을 좁혀냈다.

- 이동녕 = MLG 프로비던스에서 처음 만난 두 선수의 대결에서 이동녕이 2:0으로 완파하는 파란을 보여줘 그 기세로 이동녕이 우승한 바 있다. 며칠 후 GSL Nov. 4강에서 또 다시 맞붙었는데 굉장한 접전 끝에 이동녕이 3:2로 승리하며 생애 첫 결승에 진출했다. 상대 전적은 4:6로 정종현이 열세에 놓였다. (비공식 포함 4:8)

- 박현우 = 이 두 선수의 첫 만남은 2011년 2월 10일 2011 GSTL Feb 결승전 8세트에서 맞붙었는데 이 당시 GSL에서 별다른 활약이 없었던 박현우에 비해 우승자 타이틀을 가지고 있던 정종현이 이길 것이라는 평이 많았다. 그러나 예상을 뒤엎고 마더쉽까지 나오는 경기 끝에 박현우가 승리하여 단숨에 스타덤에 오르게 된다. 그 이후 2012년 5월 19일 2012 HOT6 GSL 시즌2 Code S 결승전에서 두 선수가 만나게 됐는데, 결승 전의 분위기는, 박현우가 우승할 것이라는 의견이 많았다. 베인링 3화를 보더라도, 박대만 해설을 제외한 나머지 해설들은 모두 박현우의 우승을 예상했을 정도이다. (이때의 박상현 캐스터는 아무도 정종현을 고르지 않아서 정종현의 우승을 점쳤다). 정종현이 3:0으로 앞서가면서 4:0으로 끝날거라고 생각했던 예상을 깨고 3:3까지 스코어를 만들게 된다 특히 5세트 대도시에서 배틀크루저과 마더쉽의 대접전 끝에 박현우가 승리하게 되면서 명경기를 만들게 된다. 7세트에서 정종현이 2배럭 치즈러쉬를 시도했으나 박현우가 침착하게 잘 막아내면서 박현우의 우승이 점쳐졌던 순간 전진해 있던 배럭을 공격하러 나갔던 스토커를 귀신같은 판단력으로 숨겨놓았던 마린 4기로 스토커를 잡아버리고, 본진에 있던 SCV가 합류되자 벙커링을 다시 시도하여, MULE 1기로 미네랄을 채취하면서 상대 본진에 벙커를 완성시키면서 기적같은 역전승을 하며 명승부 끝에 정종현이 우승을 차지하게 된다. 상대전적은 4:4로 동률이다.

- 원이삭 = GSL 시즌2 4강에서 처음 만난뒤로 GSL에서만 보면 3:3 동률이지만 국내리그 모두 포함하면 3:4로 약간 열세에 놓여있다.(경기 기준으로는 1:2,세트기준으로는 3:4)

- 이승현 = GSL 시즌 4 결승에서 맞붙어서 7전까지 갔으나 아쉽게 지면서 3:4로 약간 열세에 있다.

#### 별명
- 정종왕 = '정종현은 왕이다'라는 뜻의 별명이다. 우승 이후 스타크래프트 II의 최강 테란 대열에 합류했다. 그러나 본인은 이 별명을 좋아하지 않는다고 한다. '정종황'이라는 별명을 더 좋아하는데, '테란의 황제'를 꿈꾸는 정종현이기 때문이다.

- 정졸렬 = 유리한 입장에서도 과감한 공격을 삼가는 졸렬한 모습으로 경기를 지루하게 만들며 확실한 승리를 챙기는데서 얻어진 별명이다. 이로 인해 악독한 이미지로 굳어지면서 한 때 수 많은 안티 팬들이 생기기도 했으나 최근 이러한 이미지를 상쇄시킬만큼 강력한 포스를 뿜어내며 안티 팬들은 대부분 사라졌다.

### 승률
- 저그전 = 70%가 넘는 승률을 보여주고 있었지만 핫식스 GSL 시즌 1 Code S 32강에서 이인수에게 2:0으로 승리하였으나 승자전에서 임재덕에게 1:2로 패하고, 이인수와 다시 맞붙은 최종전에서 이겼지만 2:1로 이기면서 69.6%의 승률을 기록하고 있다.

- 테란전 = 정종현은 최근 테란전에서 완성한 이후로 블리자드 4강전에서 문성원을 제외한 그 누구도 무너뜨리지 못한 궁극의 테란전 빌드를 가지고 있으며 75%의 극강의 모습을 보여주고 있다.

- 프로토스전 = 저그전과 테란전에 비해서는 조금 떨어지지만 이것은 어디까지나 정종현의 테란전과 상대적으로 비교한 것으로 70%의 승률을 보여주고 있다.

스타크래프트 : 브루드 워에서 임요환, 이윤열, 최연성, 이영호 등 리그 전체를 좌지우지하는 '전설'이라 불리는 선수들의 전성기에 기록했던 72%의 승률을 가지고 있다.

## 수상 경력
스타크래프트 ll : 프리미어 개인리그 우승 9회, 준우승 2회

### 스타크래프트
- 2009년 곰TV TG삼보-인텔 클래식 시즌3 16강
- 2010년 대한항공 스타리그 2010 Season 1 36강
- 2010년 하나대투증권 MSL 2010 8강
- 2010년 빅파일 MSL 2010 32강

### 스타크래프트 ll
- 2010년 소니 에릭슨 스타크래프트 II OPEN Season 2 32강
- 2010년 소니 에릭슨 스타크래프트 II OPEN Season 3 16강
- 2011년 소니 에릭슨 글로벌 스타크래프트 II 리그 January Code S 우승 (4:0 이정훈)
- 2011년 2세대 인텔 코어 글로벌 스타크래프트 II 리그 March Code S 32강
- 2011년 LG 시네마 3D 글로벌 스타크래프트 II 리그 월드 챔피언십 서울 우승 (4:2 이정훈)
- 2011년 LG 시네마 3D 글로벌 스타크래프트 II 리그 May Code A 준우승 (2:4 최지성)
- 2011년 LG 시네마 3D 슈퍼 토너먼트 32강
- 2011년 펩시콜라 글로벌 스타크래프트 II 리그 July Code S 32강
- 2011년 펩시콜라 글로벌 스타크래프트 II 리그 August Code S 우승 (4:1 김정훈)
- 2011년 소니 에릭슨 글로벌 스타크래프트 II 리그 October Code S 준우승 (1:4 문성원)
- 2011년 MLG Anaheim 우승 (2:1 문성원)
- 2011년 WCG 2011 한국대표선발전 스타크래프트 ll 부문 우승 (vs 이정훈 2:1)
- 2011년 블리즈컨 2011 스타크래프트 ll 배틀넷 인비테이셔널 우승 (vs 임재덕 2:1)
- 2011년 지스타 스타크래프트 ll 팀 에이스 인비테이셔널 우승 (vs 김동주 3:2)
- 2011년 소니 에릭슨 글로벌 스타크래프트 II 리그 November Code S 4강
- 2011년 WCG 2011 그랜드 파이널 스타크래프트 ll 부문 우승  (vs XiGua 2:0)
- 2011년 블리자드 컵 4강
- 2011년 MLG Providence 4위
- 2012년 Hot6 GSL Season 1 시즌1 Code S 16강
- 2012년 Hot6 GSL Season 2 Code S 우승(vs 박현우 4:3)
- 2012년 Monsieur J GSL Season 3 Code S 16강
- 2012년 IEM Season VII - Cologne 우승
- 2012년 옥션 올킬 스타리그 2012 16강
- 2012년 Hot6 GSL Season 4 Code S 준우승 (vs 이승현 3:4)
- 2012년 Hot6 GSL Season 5 Code S 32강
- 2012년 2012 블리자드 컵 10강
- 2013년 GSL Code S 10회 연속 진출 기념상('임재덕 상')
- 2013년 핫식스 2013 글로벌 스타크래프트 II 리그 시즌 1 Code S 32강
- 2013년 핫식스 2013 글로벌 스타크래프트 II 리그 시즌 1 Code A 48강
- 2013년 2012 대한민국 e스포츠 대상 스타크래프트2 테란 최우수 선수상
- 2013년 IEM Season VII - World Championship 4강
- 2013년 2013 MLG Winter Championship 16강
- 2013년 제4회 인천 실내무도아시아경기대회 스타2 부문 국가대표 선발전 16강
- 2013년 2013 WCS 유럽 시즌 1 프리미어리그 우승 (vs 일리예스 사토우리 4:1) (2013 WCS 시즌 1 파이널 진출)
- 2013년 2013 WCS Season1 TG삼보-Intel Finals 4강
- 2013년 2013 WCS 유럽 시즌 2 프리미어리그 16강
- 2013년 2013 WCS 유럽 시즌 2 챌린저리그 8강
- 2013년 2013 WCS 유럽 시즌 3 프리미어리그 32강
- 2013년 2013 WCS 유럽 시즌 3 챌린저리그 40강 (기권)
- 2013년 2013 WCS 글로벌 파이널 16강
- 2013년 IEM Season VIII - Singapore 8강
- 2014년 2014 WCS 유럽 시즌 1 프리미어리그 16강
- 2014년 2014 WCS 유럽 시즌 2 프리미어리그 32강